# USS Borie (DD-704)
O USS Borie (DD-704) foi um navio contratorpedeiro operado pela Marinha dos Estados Unidos e a décima terceira embarcação da Classe Allen M. Sumner. Sua construção começou em fevereiro de 1944 na Federal Shipbuilding and Drydock Company em Kearny, Nova Jérsei, e foi lançado ao mar em julho, sendo comissionado na frota norte-americana em setembro do mesmo ano. Ele serviu na Segunda Guerra Mundial, Guerra da Coreia e Guerra do Vietnã até 1972, quando foi vendido para e transferido para a Armada Argentina. Foi renomeado para ARA Hipólito Bouchard e participou da Guerra das Malvinas, sendo tirado de serviço em 1984 e desmontado.

## Marinha dos Estados Unidos
O navio foi construído no estaleiro Federal Shipbuilding and Drydock Company para a Marinha dos Estados Unidos, por quem navegou com o nome de USS Borie (DD-704) uma homenagem a Adolph E. Borie, Secretário da Marinha durante o governo do presidente Ulysses S. Grant.
O navio teve participação ativa na Segunda Guerra Mundial, tendo sido condecorado com três estrela de serviço. Foi um dos navios da frota que  atacou Iwo Jima. Participou também da Guerra da Coreia, aonde foi condecorado com quatro estrela de serviço.
Em outubro de 1962, fez parte da frota de navios de guerra da Marinha dos Estados Unidos que bloqueou os navios que transportavam armamento para a Cuba durante o episódio conhecido como  Crise dos mísseis de Cuba.
Recolheu a capsula Mercury em dezembro de 1959 da missão Little Joe 2, que transportou um macaco-rhesus utilizado em testes de equipamento espacial e efeitos adversos do espaço sobre o homem.
Esteve presente na Guerra do Vietnam participando do bombardeio a cidade de Phan Thiet e posições inimigas no delta do Rio Mekong.
Em 1 de julho de 1972, foi vendido para a Argentina.

## Armada Argentina
Na Armada Argentina foi nomeado em homenagem a Hipólito Bouchard, corsário franco-argentino que combateu pela Argentina, Chile e Peru.
Teve um importante papel na Guerra das Malvinas, quando era escolta da força tarefa argentina GT 79.3 durante o afundamento do Cruzador General Belgrano. Nesta combate foi atingido por um torpedo que não explodiu lançado pelo submarino nuclear HMS Conqueror (S48) da  da Marinha Real Britânica. O sistema de radar do navio foi o responsável pela identificação do helicóptero inglês que transportava os comandos da frustrada Operação Mikado que tinha como objetivo o ataque a Base Aeronaval Almirante Hermes Quijada.
O navio foi desmontado e transformado em sucata.